# Mario Martínez (tennista)
Mario Emilio Martínez Guzmán (La Paz, 12 settembre 1961) è un ex tennista boliviano.
Nel corso della sua breve carriera ha vinto tre titoli in singolare nel circuito maggiore e i suoi migliori ranking ATP sono stati il 32º posto in singolare raggiunto nell'ottobre 1980 – migliore posizione mai raggiunta da un tennista boliviano – e il 167º in doppio nel gennaio 1982. Ha esordito nella squadra boliviana di Coppa Davis nel 1977.

## Carriera

### Inizi e periodo juniores
Nasce in una famiglia di tennisti, il padre e il nonno erano stati campioni nazionali della Bolivia, a sua volta diventa campione nazionale a soli 14 anni e l'anno successivo si laurea campione sudamericano juniores. Fa le sue uniche due apparizioni nell'ITF Junior Circuit nel 1978 raggiungendo il secondo turno in singolare al Roland Garros e a Wimbledon.

### 1977-1979, esordio in Coppa Davis e nel circuito Challenger
Il primo impegno tra i professionisti risale al novembre 1977 e coincide con il debutto in Coppa Davis in occasione della sfida vinta 5-0 contro il Perù; viene schierato in singolare e vince entrambi gli incontri disputati. Il debutto nelle ATP Challenger Series avviene nell'agosto 1979 al Ribeirão Preto Challenger e si spinge fino ai quarti di finale.

### 1980, primo titolo Grand Prix e 32º nel ranking
Deve aspettare 8 mesi per tornare a giocare tra i professionisti, l'impegno successivo è nel giugno 1980 al Cuneo Challenger, raggiunge la finale e viene sconfitto da Ricardo Cano con il punteggio di 7-5, 6-2, risultato con cui entra nella top 100 del ranking; raggiunge la finale anche nel torneo di doppio assieme a Pedro Rebolledo, e vengono sconfitti dallo stesso Cano in coppia con Carlos Gattiker. Il mese successivo fa il suo esordio nel circuito maggiore a Båstad e al primo turno elimina il nº 92 del ranking ATP Patrick Proisy, primo top 100 sconfitto in carriera; vince anche il secondo incontro e viene eliminato nei quarti di finale. Continua a risalire la classifica il mese dopo arrivando in semifinale al torneo Grand Prix di Indianapolis, supera tra gli altri il veterano Jan Kodes e nei quarti il nº 9 del mondo Eddie Dibbs e viene sconfitto da Mel Purcell. A fine torneo entra nella top 50 mondiale, in 47ª posizione.
Sconfitto da Adriano Panatta nei quarti di finale al torneo Grand Prix di Palermo, raggiunge la semifinale in doppio assieme a Ernesto Ruiz-Bry. Il 28 settembre vince il suo primo torneo del circuito maggiore a Bordeaux, superando in finale Gianni Ocleppo con il punteggio di 6-0, 7-5, 7-5, e sale alla 34ª posizione mondiale. Al successivo torneo di Madrid raccoglie solo due giochi nei quarti di finale contro Guillermo Vilas. Il 27 ottobre raggiunge il 32º posto mondiale, che rimarrà il best ranking in carriera. A novembre viene eliminato in semifinale a Santiago da Christophe Freyss.

### 1981, secondo titolo Grand Prix e primo Challenger
Il primo risultato di rilievo del 1981 è la semifinale raggiunta in marzo a Nancy, nella quale viene sconfitto da Ilie Nastase. Al successivo torneo di Nizza elimina in semifinale il nº 18 del mondo Balazs Taroczy e perde la finale contro Yannick Noah. A maggio consegue il risultato più significativo in doppio della carriera raggiungendo con Ángel Giménez la semifinale agli Internazionali d'Italia. Subito dopo fa il suo esordio in una prova del Grande Slam al Roland Garros e viene eliminato al primo turno in singolare e in doppio. A giugno vince il suo secondo titolo Grand Prix a Venezia battendo 6-4, 6-4 in finale Paolo Bertolucci. Esce di scena al primo turno anche al suo esordio agli US Open. Vince quindi il Messina Challenger e la settimana successiva perde nei quarti contro Higueras al torneo Grand Prix di Palermo. Chiude la stagione al 67º posto del ranking.

### 1982, terzo titolo Grand Prix
Nell'aprile 1982 viene eliminato nei quarti di finale al torneo WCT di Houston da Peter McNamara e verrà sconfitto nei quarti di un torneo del circuito maggiore in altre tre occasioni durante la stagione. Torna a disputare una finale a settembre al Messina Challenger e viene sconfitto da Pablo Arraya per 5-7, 4-6. Si riscatta la settimana successiva conquistando il titolo al torneo Grand Prix di Palermo battendo in finale John Alexander per 6-4, 7-5.

### 1983, due semifinali Grand Prix, terzo turno al Roland Garros e un titolo Challenger
Torna a disputare una semifinale del Grand Prix nel marzo 1983 a Nizza e viene sconfitto da Henrik Sundström. A maggio disputa il suo unico terzo turno in carriera in una prova dello Slam al Roland Garros e viene sconfitto al quarto set dal nº 3 del mondo Ivan Lendl. Raggiunge la semifinale anche a Washington battendo Panatta nei quarti e raccoglie solo 5 giochi contro il nº 9 del mondo Jose-Luis Clerc. In settembre vince il suo ultimo titolo da professionista al Messina Challenger battendo in rimonta nella finale Patrice Kuchna.

### 1984-1985, ultimi tornei, infortuni e ritiro
Nel 1984 disputa solo 9 tornei, non supera mai il secondo turno nel circuito maggiore e raggiunge un quarto di finale nel circuito Challenger. Vince il suo ultimo incontro da professionista battendo Sergio Casal al primo turno del Roland Garros e al secondo turno Ivan Lendl gli concede solo due giochi. Nel 1985 disputa quattro tornei perdendo sempre al primo turno, e chiude la carriera ad aprile a soli 23 anni per gli infortuni subiti al ginocchio e al gomito. Farà ancora un'ultima apparizione in Coppa Davis nel febbraio 1988 perdendo il primo singolare e il doppio e conquistando nell'ultimo singolare l'unico punto per la Bolivia, che viene sconfitta 4-1 da Cuba.

## Statistiche

### Singolare

#### Vittorie (3)
| Legenda                |
| Grande Slam (0)        |
| Grand Prix Masters (0) |
| Grand Prix (3)         |

| N. | Data              | Torneo                                        | Superficie  | Avversario in finale | Punteggio     |
| 1. | 28 settembre 1980 | Bordeaux Open, Bordeaux                       | Terra rossa | Gianni Ocleppo       | 6-0, 7-5, 7-5 |
| 2. | 21 giugno 1981    | ATP Venezia                                   | Terra rossa | Paolo Bertolucci     | 6-4, 6-4      |
| 3. | 19 settembre 1982 | Campionati Internazionali di Sicilia, Palermo | Terra rossa | John Alexander       | 6-4, 7-5      |

#### Finali perse (1)
| Legenda                |
| Grande Slam (0)        |
| Grand Prix Masters (0) |
| Grand Prix (1)         |

| N. | Data           | Torneo                          | Superficie  | Avversario in finale | Punteggio |
| 1. | 12 aprile 1981 | Open de Nice Côte d'Azur, Nizza | Terra rossa | Yannick Noah         | 4-6, 2-6  |

### Tornei Challenger

#### Singolare

##### Vittorie (2)
| N. | Data              | Torneo                      | Superficie  | Avversario in finale | Punteggio     |
| 1. | 14 settembre 1981 | Messina Challenger, Messina | Terra rossa | Robbie Venter        | 6-4, 7-5      |
| 2. | 5 settembre 1983  | Messina Challenger, Messina | Terra rossa | Patrice Kuchna       | 6-7, 6-0, 9-7 |

##### Finali perse (2)
| N. | Data              | Torneo                      | Superficie  | Avversario in finale | Punteggio |
| 1. | 2 giugno 1980     | Cuneo Challenger, Cuneo     | Terra rossa | Ricardo Cano         | 5-7, 2-6  |
| 2. | 12 settembre 1982 | Messina Challenger, Messina | Terra rossa | Pablo Arraya         | 5-7, 4-6  |

#### Doppio

##### Finali perse (1)
| N. | Data           | Torneo                  | Superficie  | Compagno        | Avversari in finale          | Punteggio     |
| 1. | 1º giugno 1980 | Cuneo Challenger, Cuneo | Terra rossa | Pedro Rebolledo | Ricardo Cano Carlos Gattiker | 6-4, 6-7, 2-6 |